# Brørup
Brørup é um município da Dinamarca, localizado na região sudoeste, no condado de Ribe.
O município tem uma área de 107 km² e uma  população de 6 513 habitantes, segundo o censo de 2004.